# قناة الظفرة
قناة الظفرة قناة عربية إماراتية أسست في عام 2009م.

## عن القناة
انطلقت قناة الظفرة في السابع من يناير من العام 2010م، متوجهة إلى المشاهدين على أرض دولة الإمارات العربية المتحدة والخليج العربي، بنبض إماراتي قوي وروح عالية، ناقلة وجه الحضارة المشرق مع الموروث العريق بهوية وطنية تؤكد قدرة الإنسان الإماراتي على الابتكار والتجدد والإبداع
واستطاعت في فترة زمنية قصيرة أن تحقق انتشاراً واسعاً وحضوراً مؤثراً، وتمكنت من أن تجمع الأسرة الإماراتية والخليجية حول برامجها المبتكرة الهادفة، وهذا ما جعلها أولى القنوات الرائدة في المحتوى العربي الإماراتي على المستوى الإعلامي الكبير

## البرامج
- مساء الإمارات
- منصة المشاهير